# Peugeot Pars
O Peugeot Pars (em persa: پژو پارس), também conhecido como Peugeot Persia, é um carro de passeio produzido pela montadora iraniana Iran Khodro. Após 10 anos fabricando o Peugeot 405 no Irã, a empresa projetou o Peugeot Persia como sua reestilização, com uma frente semelhante à do Peugeot 406 (e do Peugeot 605). O Peugeot Persia logo foi renomeado para Peugeot Safir e, por fim, Peugeot Pars devido a problemas de direitos autorais locais. O Peugeot Pars foi feito em várias variantes. Os modelos 16V, ELX e LX usam motores PSA de 16 válvulas mais potentes e algumas outras melhorias.

## Motores
As seguintes variantes estão, ou estavam, disponíveis:
- Pars (motor XU7 L3, 8 válvulas, 101 cv (84 cv na variante GNV/bicombustível), 153 Nm de torque (135 Nm na variante GNV/bicombustível) - gasolina ou bicombustível (GNV/gasolina)
- Pars LX, Pars automático e Pars ELX-TU5 (motor TU5, 16 válvulas, 106 cv, 142 Nm de torque)
- Pars 16V e Pars ELX (motor XU7 L4, 16 válvulas, 111 cv, 155 Nm de torque)
- Pars ELX XUM (motor XUM, 8 válvulas, 106 cv, 155 Nm de torque)
- Pars ELX XU7P (motor XU7P, 8 válvulas, 98 cv, 146 Nm de torque)

O motor emprestado da PSA é o XU7JP (código LFZ, conhecido como L3 no Irã) 1.8 L SOHC com duas válvulas por cilindro, capaz de produzir uma potência máxima de 101 cv a 6000 rpm e um torque máximo de 153 Nm (15,6 kgf m) a 3000 rpm, que é controlado pela ECU SAGEM SL96. O mesmo motor já estava em uso em vários carros de passeio da PSA Peugeot Citroën.

### Peugeot Pars LX
Esta versão usa um motor de 1,6 L, 16 válvulas. O motor emprestado da PSA é o TU5JP4 (código NFU, conhecido como TU5 no Irã) DOHC com 4 válvulas por cilindro, capaz de produzir uma potência máxima de 109 cv a 5800 rpm e um torque máximo de 142 Nm (14,47 kgf m) a 4000 rpm, que é controlado por uma ECU Crouse ou Bosch. O mesmo motor já estava equipando o PSA Peugeot 206 (somente Tipo 5 e Tipo 6) e o Peugeot 405 SLX. A situação era a mesma com o Runna também.

### Peugeot Pars ELX

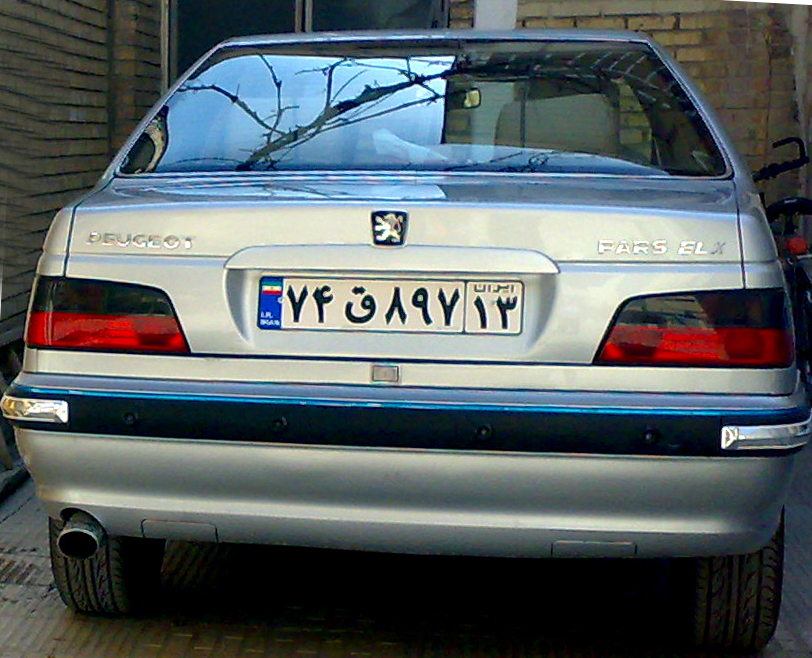
Peugeot Pars ELX XU7

A versão de luxo chamada ELX apresenta painel de instrumentos inteligente, telemática de painel de leitura persa multiuso, alarme com travamento automático de portas, assistente de estacionamento, bancos elétricos Recaro de tecido equipados com aquecedor/ventilador de resfriamento, acabamento de painel de luxo, espelho de vaidade iluminado para o passageiro, freios de 4 discos com ABS/EBD e, finalmente, rodas de liga leve de rali.
O motor emprestado da PSA é o XU7JP4 (código LFY, conhecido como L4 no Irã) 1.8 L 16 válvulas DOHC com 4 válvulas ajustadas hidraulicamente por cilindro, capaz de produzir uma potência máxima de 110,5 cv a 5500 rpm e um torque máximo de 155,0 N·m (15,8 kgf·m) a 4250 rpm, que é controlado pela Bosch Motronic MP 7.3 ECU. O mesmo motor já estava em uso no Peugeot 406 LX 1.8i 16v, Citroën Xantia SX 1.8i 16v e Citroën Xsara VTS 1.8i 16v da PSA
A IKCO substituiu o motor ELX pelo novo trem de força XUM, o motor PSA XUM de 8 válvulas e 1.9L que produz 105 cavalos de potência e 155 Nm de torque. O novo ELX XUM também estava mais equipado, desta vez vindo com um novo volante que tinha botões para controlar multimídia, um airbag para o passageiro, viva-voz para o rádio, novo acabamento em preto e bege e acabamento em madeira, novo painel de instrumentos. O ELX XUM interrompeu a produção em 2017.
Após um hiato de cinco anos, o ELX bem equipado retornou em 2022, desta vez, porém, com mais recursos, como controle de cruzeiro, sensor de chuva, sistema de monitoramento de pressão dos pneus, sistema de entretenimento no carro que incluía uma tela sensível ao toque, etc.
Embora muito mais equipado do que o nível de acabamento ELX anterior, ele tinha opções de trem de força muito mais fracas, um motor 1.8L XU7+ de quatro cilindros em linha ou um motor 1.6L TU5 JP4 de quatro cilindros em linha e 16 válvulas que já era visto no Peugeot 206, Peugeot 405 SLX e IKCO Runna. O 1.8L XU7+ foi um motor de primeira viagem para a IKCO que logo foi colocado no IKCO Arisun.

### Peugeot Pars 16V
Não tão bem equipado quanto o ELX, este modelo era simplesmente uma versão aprimorada do Pars em termos de motor e freios traseiros. O 16V empregava um motor de 16 válvulas mais potente e freios a disco traseiros, mas o ABS não estava disponível nem como opção. A produção do modelo 16V durou menos de um ano; começou no segundo trimestre de 2003 e terminou no primeiro trimestre de 2004 (tornando-os o ano modelo 1382 com base no calendário persa), ao mesmo tempo em que foi substituído pelo modelo ELX.
O site Iran Khodro contradiz esta informação, afirmando que uma variante 16V não ELX ainda foi produzida em 2009 (e com freios a tambor na traseira).
Muitos críticos da indústria automobilística iraniana acreditam que sua produção foi um estudo de caso da capacidade do mercado de automóveis iraniano realizado pela Iran Khodro antes de iniciar a produção do ELX para ver se as pessoas estão interessadas em versões mais potentes e luxuosas do Pars.
Como uma melhoria em relação ao Pars, o 16V utiliza freios a disco sólidos nas rodas traseiras, mas diferentemente do ELX que é equipado com um ABS/EBD avançado, o modelo 16V usa o mesmo freio a vácuo, cilindro mestre, distribuidor e linhas hidráulicas em seu sistema de frenagem como o Pars padrão.
O motor LFY mais potente (posteriormente usado no ELX) instalado nos modelos 16V atraiu o interesse das autoridades que estão sempre buscando carros de alto desempenho, mas baratos, como veículos de serviço. Um grande número de 16Vs foi produzido de acordo com solicitações registradas por organizações governamentais iranianas. Os 16Vs podem ser vistos como carros de serviço do parlamento e também escoltas de carreata.

## Reestilização

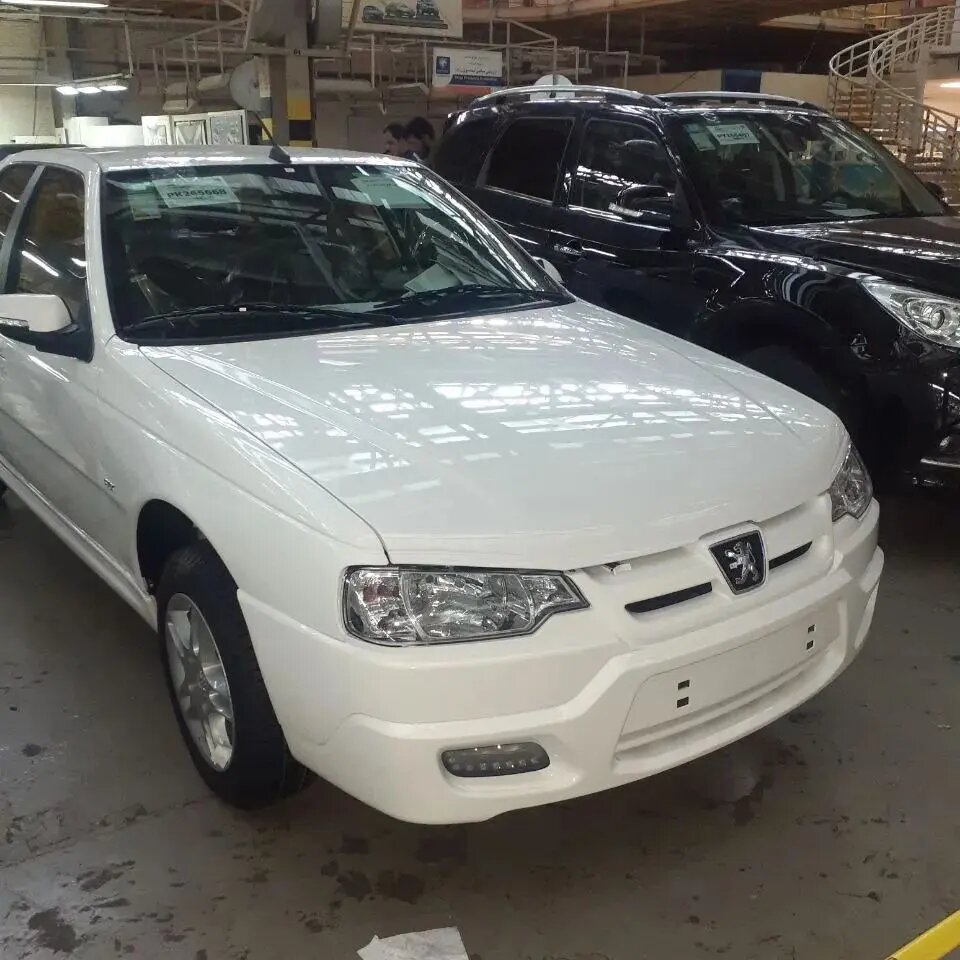
Reestilização de 2023 do Pars (dianteira)

Em julho de 2023, o Peugeot Pars recebeu uma reestilização por não conseguir atender aos padrões modernos, a IKCO usou o para-choque dianteiro do IKCO Arisun, um produto feito pelo mesmo fabricante. Eles também conseguiram encaixar um sistema de luz diurna no novo Pars, eles removeram as peças de proteção de plástico da carroceria do carro para torná-lo mais moderno. O carro desta vez também foi equipado com mais recursos, como um sistema DRL, controle eletrônico de estabilidade e tela indicadora de mudança de marcha. O carro também foi oferecido com o novo trem de força da IKCO, o PSA TU5P (EC5 na Europa), bem como uma versão Euro 5 do PSA XU7P.